# 金石太陽系雷達
金石太陽系雷達（GSSR，Goldstone Solar System Radar）是一個用於調查太陽系中物體的大型雷達系統。它位於加利福尼亞州巴斯托附近的莫哈韋沙漠中。在金石深空聯絡設施的70米DSS 14天線上包括一個500千瓦X波段（8500兆赫）發射機和一個低雜訊接收機。它被用來調查水星、金星、火星、小行星，以及木星和土星的衛星。最具可比性的設施是倒塌之前的阿雷西博天文台的雷達。現在，金石太陽系雷達是唯一的設施。

## 行星觀測
金石太陽系雷達（GSSR）可以在兩種不同的模式下工作。在單基地雷達模式下，GSSR既發射又接收。在雙基地雷達模式下，GSSR發射和由其它電波天文設施接收。儘管更難調度，但這提供了兩個優點：發射器不需要關閉以允許接收器收聽，並且它允許使用干涉量測從反射訊號中選取更多資訊。
使用GSSR進行調查過的天體包括：
- 水星：特別是，通過觀察水星掠過地球表面的特定反射特徵（使用空間分離的接收器），GSSR能够非常準確地計算出極點位置。量測的天平動顯示水星有一個液態核心。
- 金星[3]
- 火星：GSSR被廣泛用於篩選火星著陸器位置的表面特徵。
- 小行星：小型的小行星出現在地面光學望遠鏡中只能成為未解析的光點。然而，雷達可以以幾米的分辨率拍攝近地小行星和彗星的影像。例如，小行星(4179) 圖塔提斯在1992、1996、2000、2004、2008和2012都有拍攝的影像。儘管像曙光號這樣的太空船可以對特定的小行星進行更詳細的成像，但雷達天文學可以調查更多有著不同特徵的小行星。例如，所有現存的雙小行星影像都是通過雷達天文學獲得的[4][5]。
- 木星的衛星
- 土星的環和

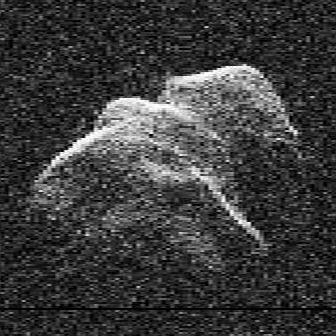
1996年的(4179) 圖塔提斯影像。
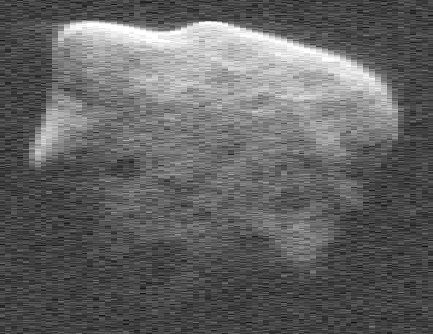
1999年的(53319) 1999 JM8影像。
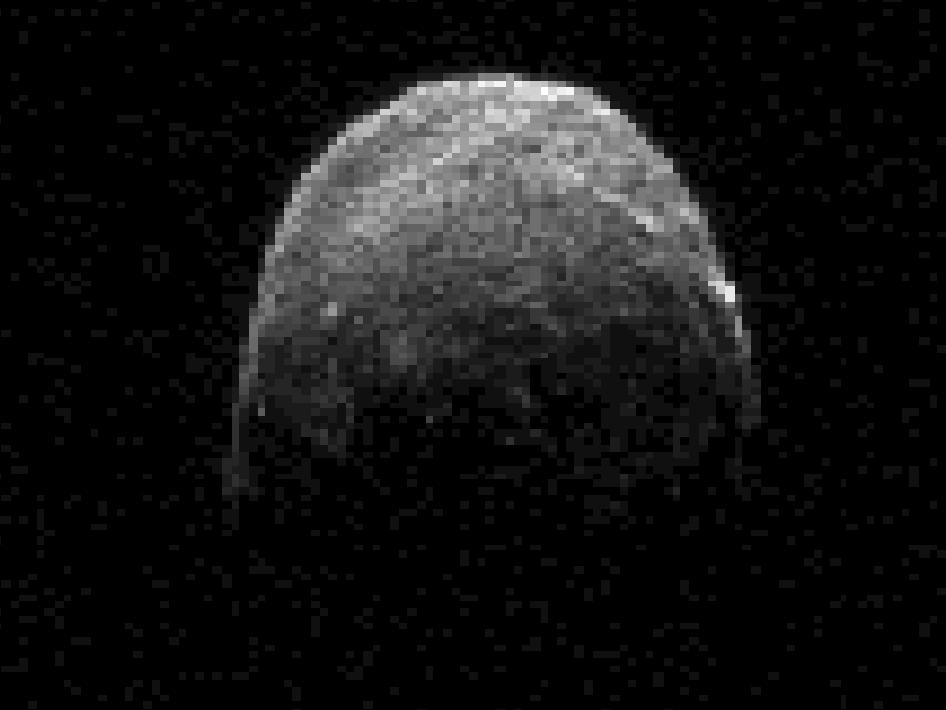
2011年的(308635) 2005 YU55影像。

## 其他科學用途
- 恢復失去姿態控制後的太陽和太陽圈探測器[來源請求]。
- 對環繞地球的軌道碎片調查。